# Tevče (Laško, Slovenija)
Tevče je naselje u slovenskoj Općini Laškom. Tevče se nalazi u pokrajini Štajerskoj i statističkoj regiji Savinjskoj. 

## Stanovništvo
Prema popisu stanovništva iz 2002. godine naselje je imalo 195 stanovnika.